# برین ماور (مینیاپولیس)
برین ماور (به انگلیسی: Bryn Mawr) یک منطقهٔ مسکونی در ایالات متحده آمریکا است که در مینیاپولیس واقع شده‌است. برین ماور ۲٬۷۶۸ نفر جمعیت دارد.